# خلیل غانم
خلیل غانم (عربی: خليل غانم مبارك؛ زادهٔ ۱۲ نوامبر ۱۹۶۴) بازیکن سابق فوتبال اهل امارات متحده عربی است.
وی از سال ۱۹۸۵ تا ۱۹۹۰ در تیم ملی فوتبال امارات متحده عربی بازی انجام داده است و عضو این تیم در جام جهانی فوتبال ۱۹۹۰ بوده است.